# Veolia Environnement
Veolia (Euronext VIE) és una multinacional francesa, líder mundial en serveis col·lectius. Veolia comercialitza serveis de gestió del cicle de l'aigua, gestió i recuperació de residus i gestió d'energia a clients formats per comunitats locals i empreses.
Dona feina a més de 163.000 persones als cinc continents. La facturació de Veolia el 2015 va ser de 24.965 milions d’euros. La companyia cotitza a la Borsa de París i cotitzava a la Borsa de Nova York fins a la seva retirada voluntària el 2014.